# Lubnea, Velîkîi Bereznîi
Lubnea (în ucraineană Лубня) este o comună în raionul Velîkîi Bereznîi, regiunea Transcarpatia, Ucraina, formată numai din satul de reședință.

## Demografie
Componența lingvistică a comunei Lubnea
     Ucraineană (99,53%)
     Alte limbi (0,47%)
Conform recensământului din 2001, majoritatea populației comunei Lubnea era vorbitoare de ucraineană (99,53%), existând în minoritate și vorbitori de alte limbi.